# 松本アイコ
松本 アイコ（まつもと あいこ、本名：清水 愛古（しみず あいこ）、1974年5月9日 - 2008年7月25日）は、日本の女優、声優、司会者。生前はオフィス野沢に所属していた。東京都出身。

## 経歴・人物
- 元々はイベントのMCとして活躍しており、「名探偵コナンステージ」等でレギュラーMCを務め、2006年オフィス野沢に声優として所属。
- 生前は同じ声優の高山みなみとは公私共に付き合いが長く、仲が良かった。
- エキストラとして映画・ドラマ・CMにも出演していたが、晩年は声優業に専念していた。
- 2008年7月25日午前10時23分に死去（公式サイト「訃報のお知らせ」より）。死因については明らかになっていない。34歳没。

## 出演

### MC
- 劇場版『名探偵コナン 探偵たちの鎮魂歌』初日舞台挨拶
- 劇場版『クレヨンしんちゃん 伝説を呼ぶブリブリ 3分ポッキリ大進撃』初日舞台挨拶
- コナミ『ときめきメモリアル Girl's Side 2nd Kiss』制作記念イベント
- 次世代ワールドホビーフェア週刊少年サンデーブース
- 東京国際アニメフェア 東映アニメーションブース
- ハピネット アニメDVDピクチャーズフェスティバル
- ワンピース迷路島の大冒険ステージ
- 他イベントMC多数

### テレビドラマ
- 相棒（婦警、鑑識）
- アストロ球団 第3球後編（チアガール）
- アテンションプリーズ（CA）
- anego　第2話、最終話（受付嬢）
- 女の一代記　越路吹雪・愛の生涯（お針子）
- 危険なアネキ　第2話（ナース）
- 刑事部屋（婦警・ラーメン屋の店員）
- 恋におちたら（OL）
- サプリ（イベントスタッフ）
- 幸せになりたい!（受付嬢）
- 女王の教室（教師）
- スローダンス（ヘミングウェイの客）
- Dのゲキジョー 〜運命のジャッジ〜（再現VTR）
- 電車男（店員、スチュワーデス、コスプレイヤー）
- トップキャスター（女優）
- スシ王子!
- バンビ〜ノ!
- 不機嫌なジーン　最終話（ビラ配り）
- ブスの瞳に恋してる（レストランの店員）
- 曲がり角の彼女（店員）
- 離婚弁護士（カフェの客、店員、保母）

### 映画
- 明日の記憶（渡辺謙の娘の友人）
- Life 天国で君に逢えたら（隣人）
- シャッター（店員）

### 吹き替え
- STAR TROOPERS（操縦士、女ロボ、赤毛の女）
- ソードキング（マリー、王妃の召使）
- TRAP（フラウ）
- ドラゴンの秘宝〜ジークフリードの冒険（村の女性ウッシ、森のウサギ）

### ラジオ
- 鴻巣フラワーラジオ「DJアイコのOVER DOSE」(2005年6〜9月）
- ラジオCM埼玉県マスコットキャラクター、コバトン役